# Kapjesmorielje
De kapjesmorielje (Mitrophora semilibera, synoniem: Morchella semilibera) is een sponsachtige zakjeszwam behorend tot de familie Morchellaceae. Hij komt voor van april tot mei en wordt ongeveer 10 à 20 cm hoog.

## Leefomgeving
Alleenstaand of in groepjes op humusrijke, voedselrijke (omgewerkte) grond onder loofbomen, vaak langs paden, in parken en moestuinen. Het is een matig algemeen geziene soort. Hij staat op de rode lijst (2008) in de categorie kwetsbaar.

## Eigenschappen
Hoed
De hoed in verhouding tot de steel meestal klein, 2-6 cm, conisch of klokvormig, sterk verticaal geribd met weinig dwarsribjes, met ondiepe holtes. De kleur van de alveolen is honing- tot olijfbruin, de ribben zijn licht- tot donkerbruin. Hoedrand is vrij van de steel, de tot halverwege van de steel vrije onderzijde is wit tot okerkleurig.
Steel
De steel is tot 15 cm hoog en in doorsnede 1-4 cm, hol en met een verbrede basis. Het oppervlak is glad of gegroefd met korrelige vlokjes, de kleur vuilwit tot bleek okergeel. 
Vlees
Het vlees is wittig en niet erg dik. Het heeft een milde smaak en een aangename geur. 
Sporen
Het hymenium (kiemvlies) met de asci en de sporen bevindt zich aan de binnenzijde van de "bekers" (ascocarpen). De sporen zijn roomwit tot geel.

## Afbeeldingen

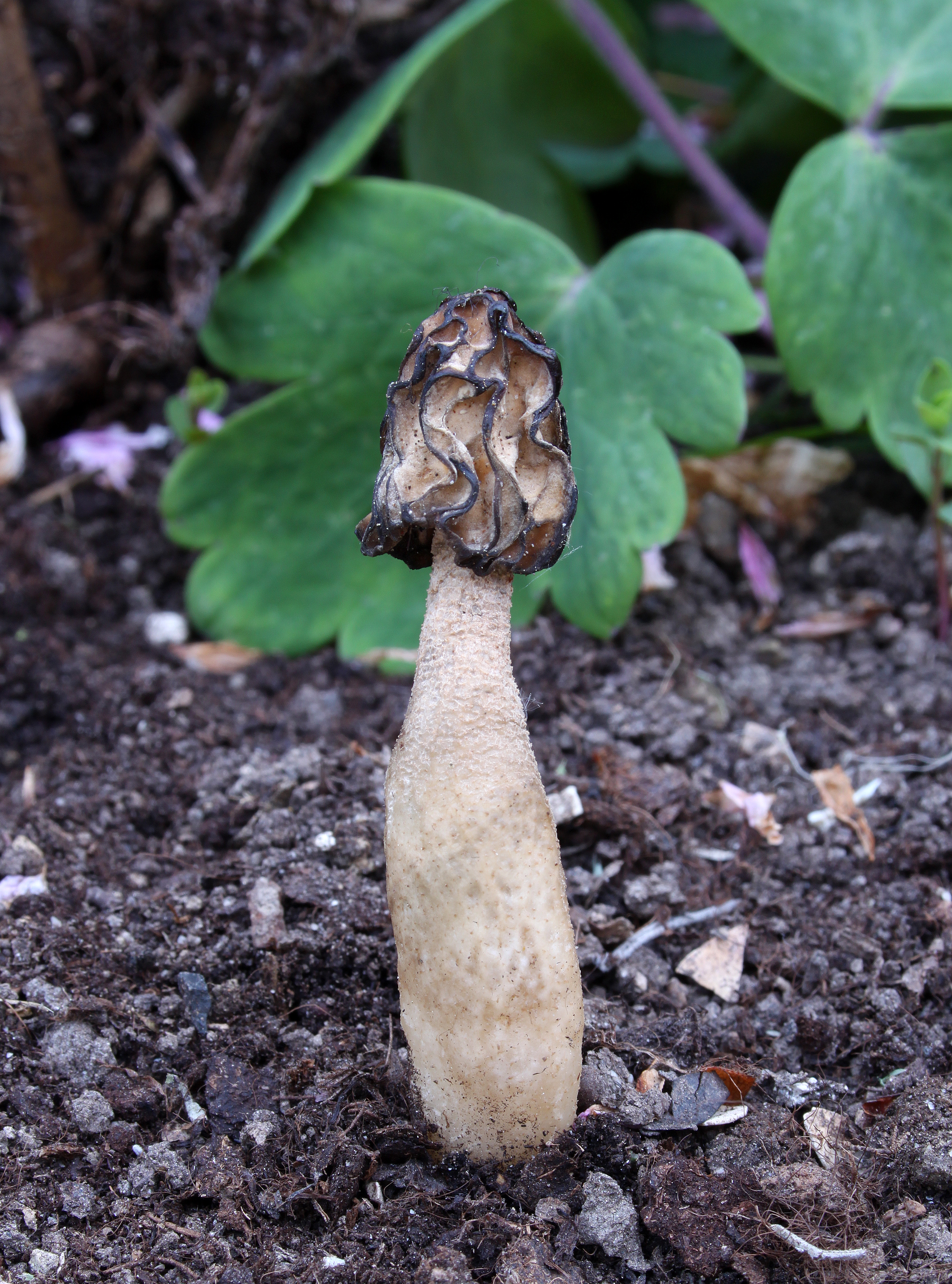
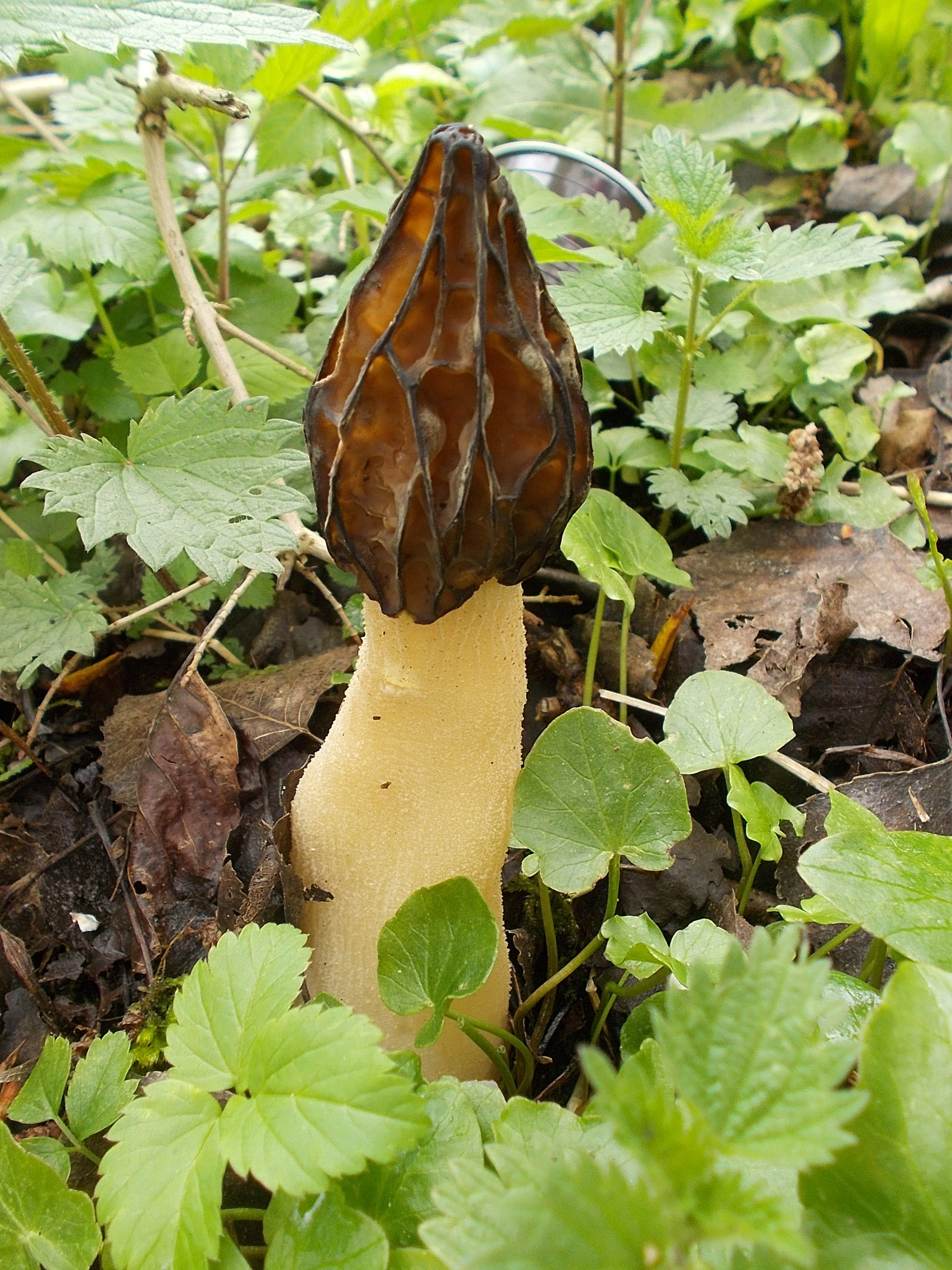
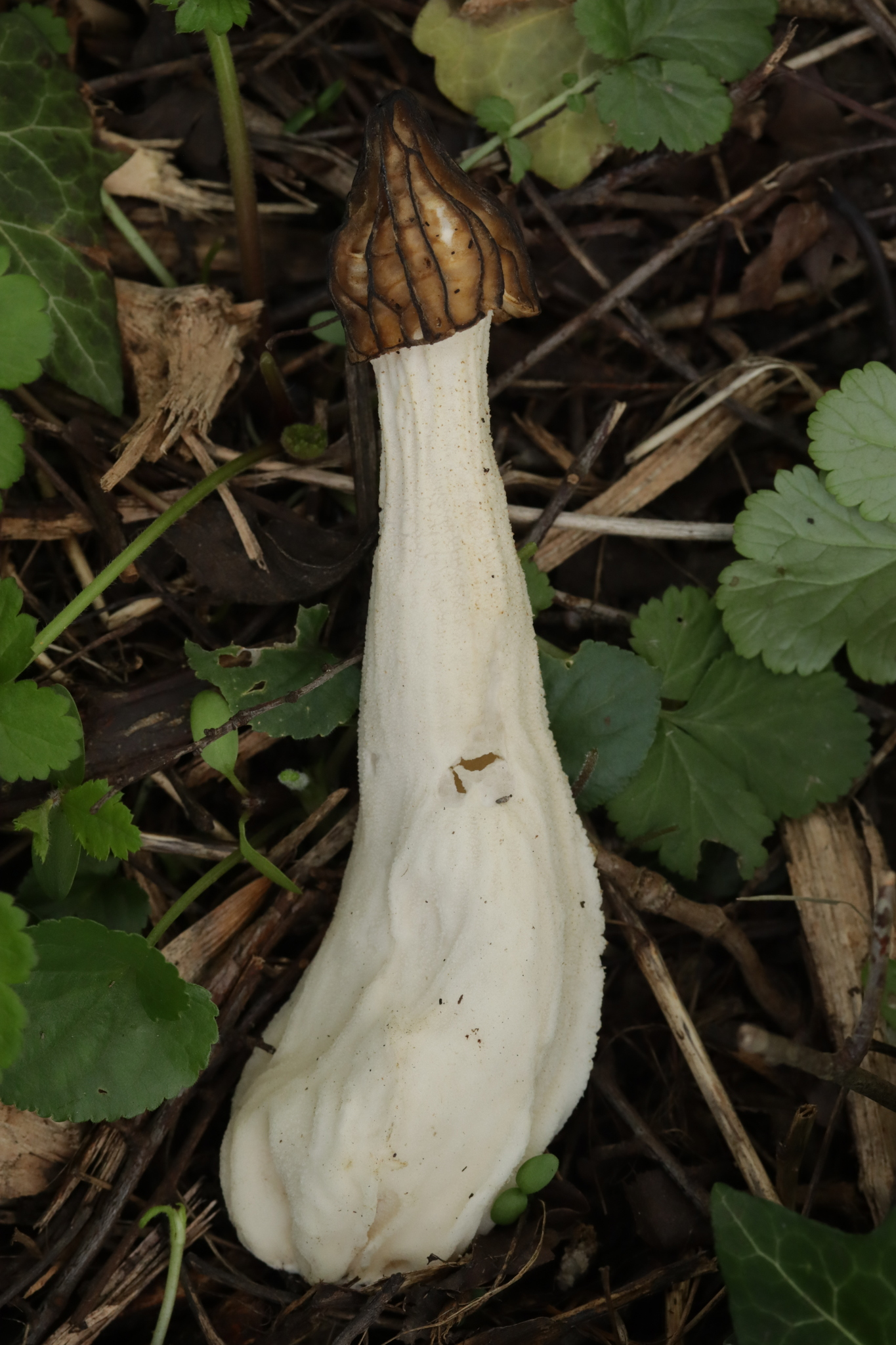

## Toepassingen
De kapjesmorieljes zijn eetbaar.